# スミソン・テナント
スミソン・テナント（Smithson Tennant、1761年11月30日 - 1815年2月22日）は、イギリスの化学者である。イリジウムとオスミウムの発見者である。
ヨークシャー州のセルビーに生まれた。
1781年からエディンバラ大学で薬学を学んだが、すぐにケンブリッジ大学に移り、植物学と化学を学んだ。
1790年に学位を得た。チェダーの近くに農園をかって農学の実験を行った。
1804年プラチナ鉱石の残滓から、イリジウムとオスミウムを発見した。
化学の業績としては、ダイヤモンドが炭素であることも証明した。
1813年、ケンブリッジ大学の化学の教授に任命されたが、1815年、フランスのブローニュ近郊で乗馬して橋を渡ったとき、橋が落ちるという事故で落命した。